# Alexandre Cousebant d'Alkemade
Alexandre Cousebant d'Alkemade (Oudenaarde, 26 april 1840 - Sint-Joost-ten-Node, 2 november 1922) was een Belgisch generaal en edelman.

## Levensloop
Cousebant was een zoon van Henri Cousebant d'Alkemade en van Leocadie de Formanoir de la Cazerie. Hij werd luitenant-generaal en was minister van Oorlog in de regering-De Smet de Naeyer II, van 1899 tot 1907. Daarna was hij vleugeladjudant van koning Leopold II tot aan diens dood in 1909. In 1898 werd Cousebant erkend in de erfelijke Belgische adel, op voorlegging van documenten waardoor werd aangetoond dat vier generaties adellijke voorgangers hem vooraf gingen.
In 1866 trouwde hij in Celles met Valérie de Cambry de Baudimont (1844-1911). Het echtpaar kreeg zes dochters, wat meteen in 1922 het uitdoven in de mannelijke lijn van de familie Cousebant betekende. De laatste naamdraagster was Marie-Henriette Cousebant (1883-1978) benedictines in Maredret.